# Giovanna Amati
Giovanna Amati (Roma, 20 de Julho de 1959) é uma ex-automobilista profissional Italiana. Amati foi a última mulher a participar do mundial de Fórmula 1 na temporada 1992, mas ela não conseguiu se classificar para as três primeiras corridas: África do Sul, México e Brasil. Sem êxito, ela foi substituída pelo inglês Damon Hill.

## Carreira
De família rica, aos cinco anos Giovanna foi sequestrada por bandidos em uma tentativa de extrair um resgate de seus pais. Ela era filha de um rico industrial e apaixonada por automobilismo desde a infância. A italiana tinha um 500cc Moto Honda, que, secretamente, dirigia em torno de Roma, à noite e sem uma licença.
Um amigo de infância, Elio de Angelis, deu-lhe aulas de condução e logo ela avançou para o Campeonato Italiano de F3. "Com frequência eu tive que mudar as cores do meu carro para que os outros pilotos não conseguissem me identificar de uma corrida para a próxima. Para alguns deles, era francamente intolerável ser ultrapassado por uma mulher e muitas vezes, deliberadamente, eles preferiam bater em vez de perder uma posição."
Giovanna tem uma personalidade forte, e é acusada de ter tido romances com Niki Lauda e Flavio Briatore, o último, enquanto ele ainda era gerente da equipe Benetton.
Ela assinou contrato para a temporada de 1992 com a Brabham, porém não conseguiu se classificar nos três primeiros grandes prêmios. Foi substituída por Damon Hill. Ela continuou sua carreira em uma categoria chamada Sport Proto.
Atualmente, ela é uma jornalista da imprensa, bem como da televisão italiana.

## Posição de chegada nas corridas de Fórmula 1
Legenda
| Ano  | Nome Oficial da Equipe        | Chassi        | Motor       | 1        | 2        | 3        | 4   | 5   | 6   | 7   | 8   | 9   | 10  | 11  | 12  | 13  | 14  | 15  | 16  | Pontos | Posição |
| ---- | ----------------------------- | ------------- | ----------- | -------- | -------- | -------- | --- | --- | --- | --- | --- | --- | --- | --- | --- | --- | --- | --- | --- | ------ | ------- |
| 1992 | Motor Racing Developments Ltd | Brabham BT60B | Judd GV V10 | RSA NQ G | MEX NQ G | BRA NQ G | ESP | SMR | MON | CAN | FRA | GBR | GER | HUN | BEL | ITA | POR | JPN | AUS | —      | —       |